# Hyles testata
Hyles testata är en fjärilsart som beskrevs av Wladasch. 1929. Hyles testata ingår i släktet Hyles och familjen svärmare. Inga underarter finns listade i Catalogue of Life.